# John Dewey

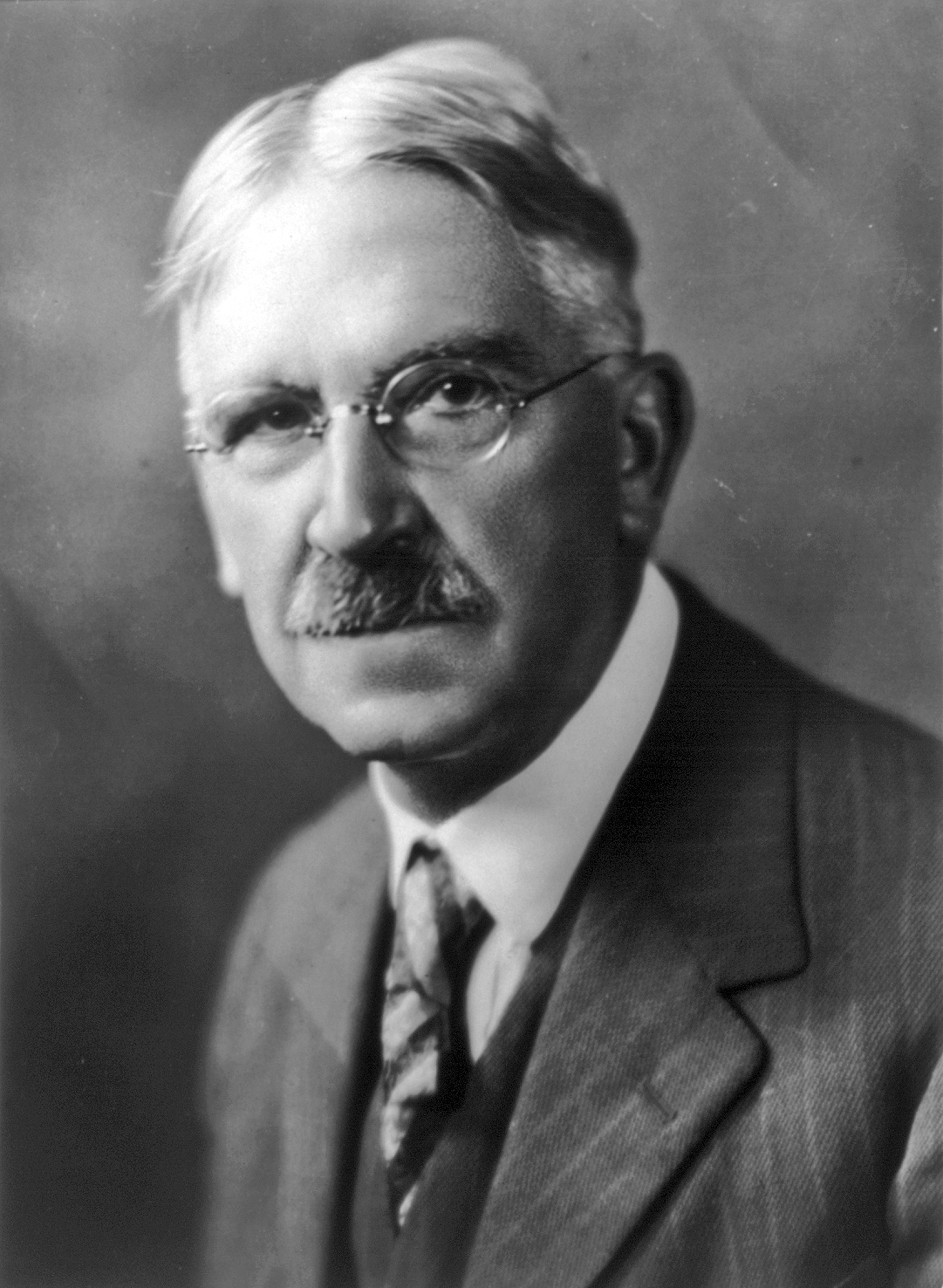
John Dewey, nach 1919

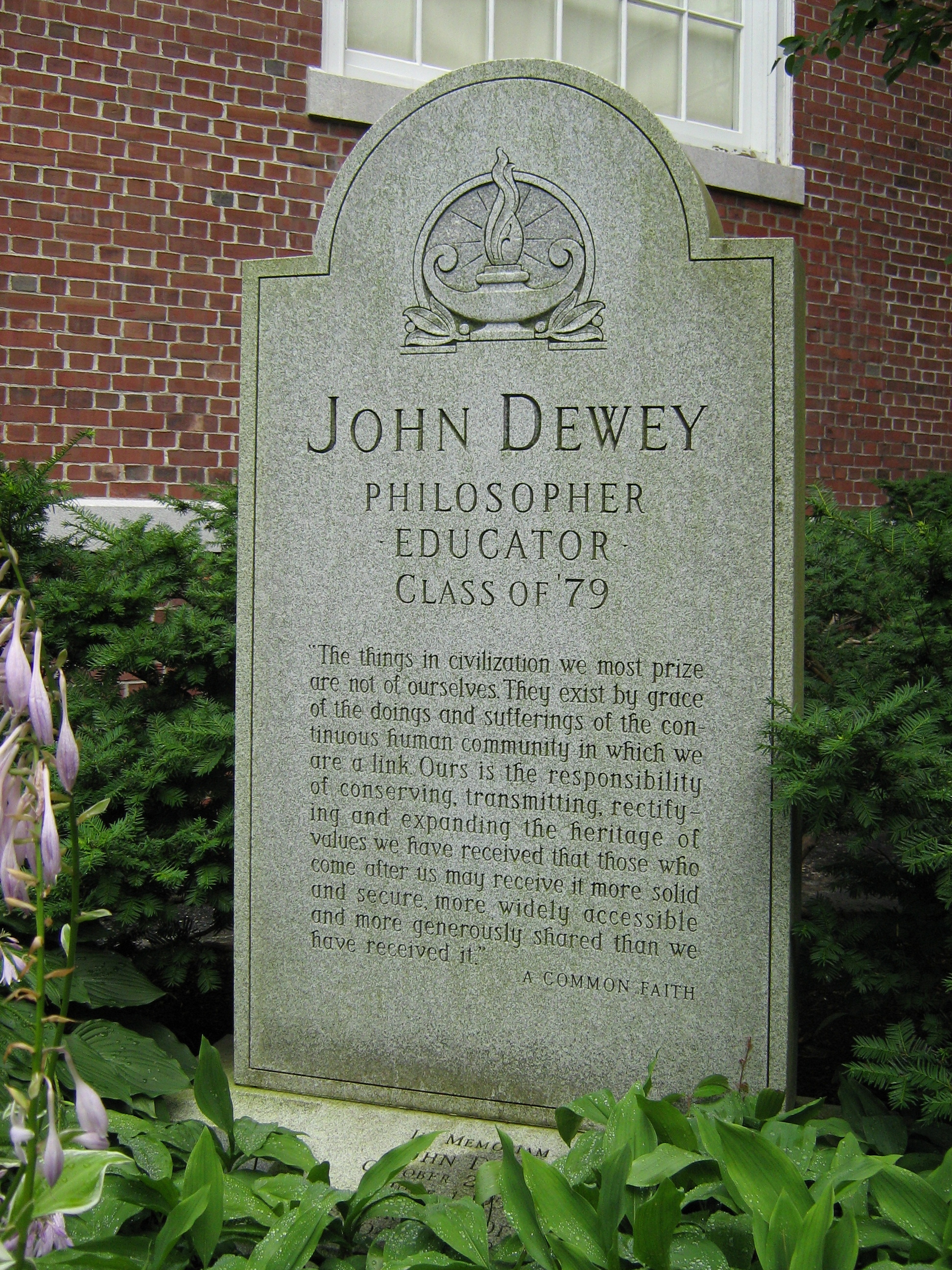
Deweys Grab auf dem Campus der University of Vermont

John Dewey (* 20. Oktober 1859 in Burlington, Vermont; † 1. Juni 1952 in New York) war ein amerikanischer Philosoph und Pädagoge.
Gesellschaftspolitisch setzte sich Dewey für die Demokratisierung sämtlicher Lebensbereiche ein.

## Leben
John Dewey wurde 1859 in Vermont in der Kleinstadt Burlington geboren. Sein Vater arbeitete zunächst in einem Lebensmittel-, später in einem Tabakgeschäft. Dort musste Dewey die strenge puritanische Neu-England-Kultur und eine autoritäre Erziehung erfahren, die er später auch als eine „Empfindung schmerzlicher Unterdrückung“ beschrieb.
Dewey schloss 1879 sein Studium an der University of Vermont ab und arbeitete danach zwei Jahre als High-School-Lehrer, bevor er 1884 an der Johns Hopkins University promoviert wurde. Zu seinen Lehrern gehörten Granville Stanley Hall – ein Begründer der experimentellen Psychologie – und Charles Sanders Peirce. Dewey unterrichtete Philosophie an den Universitäten von Michigan (1884–1888 und 1889–1894) und Minnesota (1888). 1894 wurde er Vorsitzender des Departments für Philosophie, Psychologie und Pädagogik an der gerade vier Jahre alten University of Chicago. Ab 1904 war er Professor an der Columbia University in New York und wurde dort 1930 emeritiert.
Von 1899 bis 1900 war Dewey Präsident der American Psychological Association und im Jahr 1911 der American Philosophical Association. 1910 wurde Dewey in die National Academy of Sciences gewählt. Zwischen 1919 und 1921 unternahm er Vortragsreisen nach Japan und in die Republik China; 1928 besichtigte er Schulen in der Sowjetunion.
Dewey war eines der Gründungsmitglieder der American Civil Liberties Union, des China Institute in America und der New School of Social Research. 1937 leitete er die Dewey Commission des American Committee for the Defense of Leon Trotsky, die zahlreiche Hearings durchführte, die als Ganzes einem Gerichtsprozess ähnelten, in dem die im Moskauer Schauprozess gegen Trotzki erhobenen Vorwürfe überprüft wurden. Die Dewey Commission konnte die wenigen vorgelegten materiellen „Beweise“ durchgängig widerlegen und veröffentlichte am 21. September 1937 einen Bericht.
1940 setzte er sich für den Verbleib Bertrand Russells im New Yorker Lehramt ein.
Neben zahlreichen akademischen Artikeln und Büchern schrieb Dewey häufig Kommentare für Zeitschriften wie The New Republic und Nation.
Deweys wissenschaftliches und pädagogisches Werk steht in engem Zusammenhang mit seiner politischen Tätigkeit.

## Lehre

### Philosophie

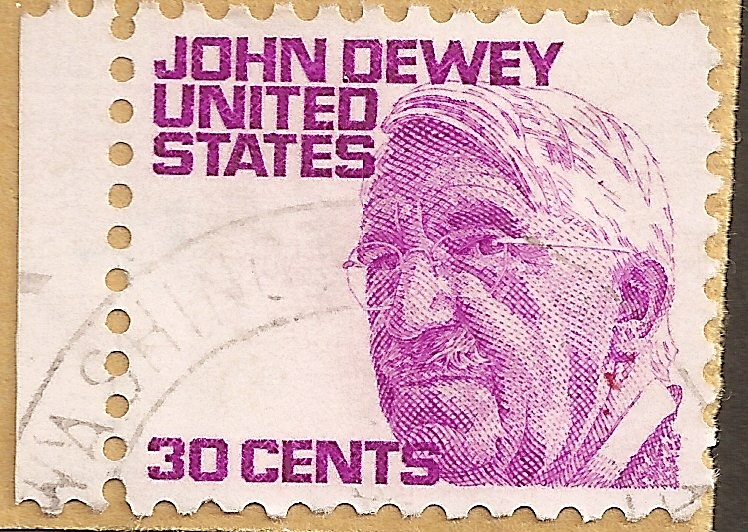
John Dewey (Briefmarke der USA, 1968)

Zunächst folgte Dewey bis in die 1890er Jahre dem Hegelschen Idealismus. In Chicago vollzog er schließlich die Wende zu einer empiristischen Philosophie. Diese Position legte er am deutlichsten 1929 in Die Suche nach Gewissheit dar.
Seine zentrale Intention besteht darin, die zeitgenössischen Naturwissenschaften gegen den Vorwurf zu verteidigen, dass sie bereits in ihren Grundbegriffen theoretische Annahmen zugrunde legten, über die sie selbst sich keinerlei Rechenschaft ablegten. Diese Kritik gehe davon aus, dass Naturwissenschaften über keinerlei gesichertes Fundament verfügten und daher stets nur die Möglichkeit einer Anwendbarkeit ihrer Grundbegriffe auf konkrete Phänomene demonstrieren könnten. Eine Entscheidung über deren eigentlichen Wahrheitsgehalt sei demnach unmöglich. Diesen Einwand lässt Dewey nicht gelten. Er betont zwar den bloß hypothetischen Charakter naturwissenschaftlicher Erkenntnis. Allerdings ließen sich wohlbegründete Aussagen und Behauptungen aufstellen (warranted assertions, warranted assertibilities), die sich jedoch nicht durch Tatsachen belegen lassen, die außerhalb des wissenschaftlichen Diskurses liegen, sondern nur durch die sorgfältige Auswahl der Methode und die Transparenz und Begründung jedes Verfahrensschrittes. Das gelte auch für die Kulturwissenschaften. Das Ideal einer Erkenntnis eines unbewegten Seins nach dem Modell des menschlichen Sehens, die in keiner Verbindung zum Handeln stehe, führe zur Abhängigkeit einer müßigen Intellektuellenklasse von Autorität und Dogma.
Dewey stellt die These auf, es habe in der bisherigen Geschichte der Philosophie noch keine eigenständige Philosophie gegeben. Was bisher darunter gefasst worden sei, sei bloß eine Mischform aus Theologie und Naturforschung gewesen: Aus der Theologie habe die Philosophie ihren Anspruch auf absolute Erkenntnis (Wahrheit im starken Sinne, Gewissheit) übernommen, aus der Naturforschung hingegen die Mittel zu deren Erlangung, nämlich das rationale Denken. Aufgrund dieser Mischform sei die Philosophie in der Vergangenheit der größte Feind der Naturwissenschaften gewesen, insofern sie bei grundsätzlich gleicher Vorgehensweise immer am letztlich bloß theologischen Anspruch auf absolute Erkenntnis festgehalten habe. Dieser Anspruch habe innerhalb der Theologie anfänglich durchaus seine Berechtigung gehabt, solange die Menschen der Natur noch vollständig ausgeliefert gewesen seien und deshalb den Glauben an eine beständige jenseitige Welt gebraucht hätten. Der zunehmende Fortschritt der Naturwissenschaften hingegen habe diesen überflüssig gemacht und in Gestalt der philosophischen Einwände gegen naturwissenschaftliche Vorgehensweisen habe er sich inzwischen zum größten Hindernis für einen weiteren Fortschritt der Menschheit entwickelt. Ihn gelte es daher aufzugeben, um stattdessen alle apriorischen Begriffe (die „Ideen“ der philosophischen Tradition) vollständig dem alleinigen Kriterium der Nützlichkeit zu überantworten („pragmatische Wende“). Im Alltagsleben heißt dies, dass sich der Wahrheitsgehalt der in jeglicher Wahrnehmung immer schon zugrundegelegten Begriffe anhand ihrer Brauchbarkeit für die jeweils beabsichtigten Handlungen bestimmen lässt. Auf der Ebene der Wissenschaften bedeutet es, den Ausgang von bloßen Konstruktionen zu verteidigen, solange diese im Dienst bestimmter Anwendungswissenschaften stehen.
Aus dieser Perspektive heraus weist Dewey jeder künftig erst möglichen Philosophie eine ganz bestimmte Aufgabe zu, nämlich im Ausgang von den jeweiligen Grundlagen gesellschaftlichen Zusammenlebens jene „Werte“ zu bestimmen, denen die Naturwissenschaften verpflichtet werden sollen, damit diese wieder an die gerade wichtigen „großen menschlichen Zwecke“ zurückgebunden werden (ebd. 310). Die Philosophie wird damit zur philosophischen Anthropologie, die stets den gesellschaftlich gewordenen Menschen zu ihrem Gegenstand haben und – so meinen Kritiker – dessen durchschnittliche Werte in immanent-affirmativer Weise verallgemeinern soll. Die Frage nach einer Notwendigkeit apriorischer Voraussetzungen für ein solches Unterfangen wird von Dewey nicht diskutiert. Insgesamt ist sein Primärinteresse die Rechtfertigung der Naturwissenschaften gegenüber der traditionell-philosophischen Kritik an ihnen. Das Programm einer zukünftigen Philosophie wird abschließend knapp skizziert. Dewey versucht mit seinem Pragmatismus, die Philosophie im traditionellen Sinne abzuschaffen und diesen zur Grundlage einer neuen Konzeption von Philosophie zu machen.

### Politik und Pädagogik

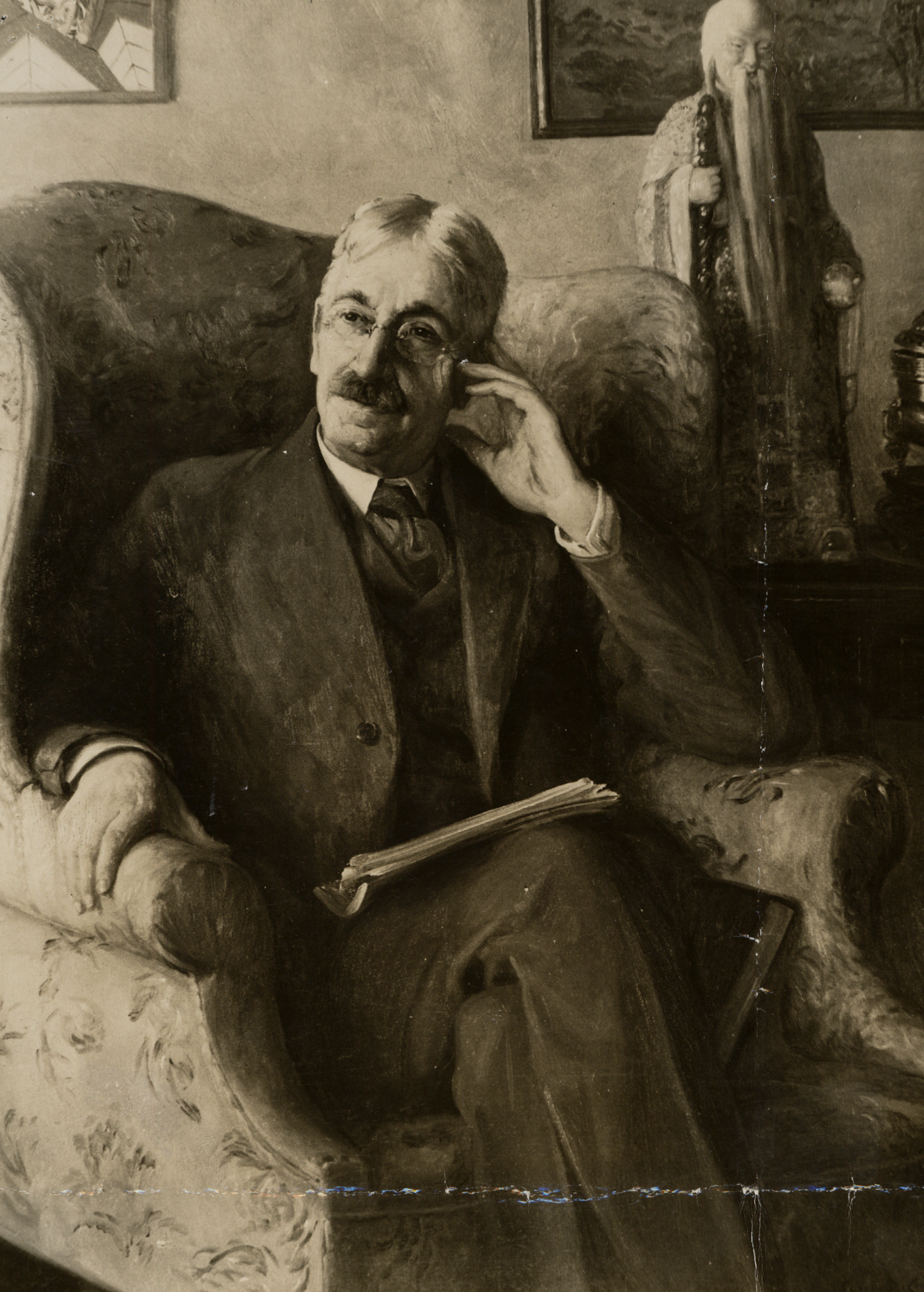
John Dewey.

#### Überblick
Gesellschaftspolitisch setzte sich Dewey für die Demokratisierung sämtlicher Lebensbereiche ein. Deweys Ansatz ist von der Auffassung geprägt, dass die demokratische Staatsform ein wesentlicher Lebensstil ihrer Bürger sei. So habe sich auch die demokratische Verfassung der USA aus einem Gemeinschaftsleben freier und gleicher Individuen heraus entwickelt: „Das klare Bewusstsein eines gemeinschaftlichen Lebens, mit allem, was sich damit verbindet, konstituiert die Idee der Demokratie.“
Dewey versteht Demokratie als eine verbindende Praxis menschlicher Gemeinschaft. Deshalb stehen bei ihm Fragen der Wirtschaft, Politik und Bildung in enger Beziehung zu gemeinschaftlichen Handlungsweisen. Die gewöhnlichen Erfahrungen der Menschen bilden den Ausgangspunkt für mögliche Veränderungen, statt ferne Utopien, Leitideen oder theoretische Modelle wie z. B. der „Homo oeconomicus“, der dem klassischen Modell der Wirtschaftswissenschaften als Vorlage für die praktische Ausgestaltung des wirtschaftlichen Handelns dient. Anders ausgedrückt: Theorien scheitern oft am realen Leben der Menschen, wenn sie nicht an das darin praktizierte Leben anknüpfen. Dass z. B. das Modell des „Homo oeconomicus“ in der Praxis vielfach scheitert, zeige beispielsweise die Entwicklung der weltweiten Arbeiterbewegung, die dem Egoismus und der Konkurrenz kooperative und solidarische Formen des gemeinschaftlichen Lebens erfolgreich entgegenstellte.

#### Demokratie als Lebensform
Für Dewey ist der Begriff der Demokratie zunächst keine Frage der Regierungsform – Demokratie bezeichnet vielmehr „diejenige Form des Zusammenlebens der Menschen, die ihre jeweiligen Kräfte am besten zum Tragen bringt“, also die Potenziale der menschlichen Existenz optimal frei setze, wie es Helmut Schreier formulierte. Für Dewey steht „Demokratie“ für die grundsätzliche Anerkennung sozialer Egalität, sprich des Zusammenhangs zwischen individueller Freiheit und den sozial-ethischen Vorbedingungen ebendieser Freiheit: „There is individualism in democracy […]; but it is an ethical, not a numerical individualism; it is an individualism of freedom, of responsibility, of initiative to and for the ethical ideal, not an individualism of lawlessness.“ Der demokratische Staat hingegen ist eine aus der Demokratie-Idee erst abgeleitete politische Organisationsform, die den Schutz der Interessen der Bürger garantieren und weitere öffentliche Fragen, wie Außenpolitik oder die Gesetzgebung, regeln soll.
Für Dewey ist Demokratie ein erfülltes und daher nicht entfremdetes Leben. Hier kommt auch die Verbindung zu Erziehung und Schule zustande, denn auch der fremdgesteuerte, freudlose Lernprozess des Schülers ist demnach undemokratisch. Demokratie ist demnach die Betrachtung der Gesellschaft aus der pädagogischen Perspektive mit dem Hauptziel, das Kind zu einem mündigen Bürger hinzuführen und in der weiteren Konsequenz die Arbeitswelt, die sich nach Dewey auch auf die Schule auswirkt, zu humanisieren. Dewey stellt hierbei auch die gesellschaftlichen Möglichkeiten vor, der profitorientierten Entfremdung durch eine sinnerfüllte und selbstbestimmte Arbeit entgegenzutreten. In der Folge sollen die Strukturen des Kapitalismus in solche des sozialen Humanismus umgewandelt werden. Deweys Demokratieverständnis ist im sozialen Humanismus verwurzelt, der von der Selbst- und Mitbestimmung der Einzelnen ausgeht. In seiner Versuchsschule äußerte sich dieses Verständnis in einer intelligenten Selbstführung der Schüler als auch der Lehrenden. Dewey war der Meinung, dass der eigene Willen zum Lernen vorhanden sei und lediglich gefördert werden müsse.
In seinem Werk Demokratie und Erziehung (1916) macht Dewey deutlich, wie Erziehung und Demokratie miteinander verwoben sein müssen, wenn eine Gesellschaft nicht „lediglich ihren Fortbestand“, sondern einen Wandel zum Besseren erstrebt. Seiner Auffassung nach sollte Demokratie stets im konkreten Zusammenleben verankert und gelebt werden. Diese tätige Erfahrung müsse so durchgängig und so intensiv wie möglich in der Familie, in der Schule und in der großen Gemeinschaft gemacht werden.
Kinder sollten Demokratie als gesellschaftliche Lebensform auf individueller Ebene so früh wie möglich kennenlernen. So erörterte Dewey die Möglichkeiten, demokratische Methoden im Unterricht einzuführen und Demokratie in der sozialen Organisation von Schule und Unterricht zu verankern. Die traditionelle Schule seiner Zeit unterwarf er dabei einer fundamentalen Kritik. Sie sei nicht nur aus vordemokratischen Zeiten überliefert, sondern sie habe diese Überlieferung auch in ihrer Arbeitsweise beibehalten.
Deweys Bildungskonzept strebt danach, sämtliche Hemmnisse abzubauen, die eine freie Kommunikation und Interaktion und somit geteilte Erfahrungsmöglichkeit in Handlungsprozessen verhindern. Solche Hemmnisse bestehen z. B. in unhinterfragten Routinen und Gewohnheiten im Denken und Handeln oder in hierarchischen Ordnungsstrukturen, die den Informationsfluss hemmen. Alles, was den Prozess der Lernbefähigung im Miteinander der Menschen behindert, soll problematisierbar sein. Reflexionsprozesse werden bei Dewey nicht durch Ideologien oder Fachgrenzen beschränkt, sondern richten sich an realen Problemen der Arbeit und des Lebens der Menschen in ihrer jeweiligen Gemeinschaft aus. Bildung und Handlung werden so zu einem lebensdienlichen Erfahrungsprozess und Demokratie zu einer Lern- und Lebensform.
Der Zweck von Bildung bestehe darin, ständig gemeinsam weiterlernen zu können, denn der Prozess gesellschaftlicher Entwicklung wird immer neue Problemkonstellationen hervorbringen. »Demokratiebildung« bringt deshalb den inneren Zusammenhang von Demokratie und Bildung zum Ausdruck: Sie ist eine politische Handlungsstrategie der Problemlösung, die als kooperativer Lernprozess angelegt ist. Dewey ist der Auffassung, dass Menschen nicht wissen, was ihre Interessen und Bedürfnisse sind oder wozu sie fähig sein werden, bevor sie sich politisch engagieren. Deshalb kann es auch keine endgültige Antwort auf die Frage geben, wie Menschen leben sollten. Dies sollte eben stets der Diskussion und dem Erproben überlassen werden. Genau dafür brauchen wir Demokratie.
Zum Thema „Demokratiebildung“ ist interessant, dass Deweys Schüler und guter Freund Sidney Hook den Begriff „Demokratie als Lebensform“ 1938 erstmals ausführlich beschrieb.

#### Laboratory School – Learning by doing – Brookwood Labor College
Um seine Theorie der demokratischen Erziehung mit einer überzeugenden Praxis zu untermauern, entwickelte Dewey an der University Elementary School experimentelle Modelle für die praktische Verwirklichung seiner Vorstellung.
1896 gründeten er und seine Ehefrau Alice Dewey mit finanzieller Unterstützung einer Gruppe von Eltern eine Versuchsschule in Chicago, die laboratory school, die der Universität angeschlossen war. Das Lernen muss seiner Meinung nach ganz und gar auf Erfahrung aufgebaut sein. Daher berufen sich auch heute noch viele Reformpädagogen auf ihn. Kinder lernen hier experimentierend in einer Lernumwelt aus Materialien, Werkstätten, Bibliothek und Schulgarten die Realität, sich selbst entdecken und Kooperation kennen. Dem Lehrer kam dabei nicht die Rolle des Wissenden und Bevormundenden zu, sondern die eines Mitarbeiters, etwa im Projektunterricht. Diese wirkte als Vorbild auf die Bielefelder Laborschule Hartmut von Hentigs. Nach Streitigkeiten über die Verwaltung der Schule verließen beide Chicago und zogen nach New York. 1904 wurde John Dewey in New York Professor für Philosophie an der Columbia University und lehrte am Teachers College Pädagogik. Alice Dewey war in New York in der Lehrerbildung tätig. John Dewey wurde nach dem Verlassen seiner Laborschule zum prägenden Autor der amerikanischen Reformpädagogik. Sein 1915 erschienenes Buch Schools of To-Morrow wurde zu einer der einflussreichsten Schriften der amerikanischen Erziehungsdiskussion im 20. Jahrhundert, weil es Wege der Reform aufzeigte und positive Beispiele beschrieb, an denen gezeigt werden konnte, wie sich die Ideen der „neuen Erziehung“ umsetzen ließen.
In seiner an Georg Kerschensteiner, Fritz Karsen, Adolf Reichwein und Maria Montessori – letzterer stand er kritisch gegenüber – erinnernden Reformpädagogik hat er vor allem durch den bekannten pädagogischen Ansatz „Learning by Doing“ Popularität erlangt. Der Begriff wird manchmal scherzhaft in pädagogischen Kreisen auch als „learning by dewey-ing“ bezeichnet. Es griffe allerdings deutlich zu kurz, Dewey auf diesen Ansatz zu reduzieren. Zwar hat bei ihm der Handlungsbezug von Wissen durchgehend eine wesentliche Bedeutung, zentral ist in seiner Philosophie jedoch der Bezug abstrakter Konzepte und konkreter Situationen aufeinander. Abstrakte Konzepte (etwa die Darstellung von Wasser als „H2O“) haben dabei einen instrumentellen Wert, sie transzendieren die konkrete Situation und helfen, neue Handlungsmöglichkeiten zu kreieren. Auch in der Trainingswissenschaft gilt Dewey als theoretischer Hintergrund, da auch hier theoretische Konzepte durch die Praxis überprüft werden und die Vorstellung gilt, dass der Weltrekordler oder Olympiasieger irgendetwas richtiger gemacht haben muss als der Verlierer.
Dewey engagierte sich auch für Arbeiterbildung und gewerkschaftliche Bildung. Er war aktives Mitglied des NEA Council (National Council for Higher Education, Nationaler Rat für höhere Bildung), arbeitete bei der Progressive Education Association mit, war dort zeitweise Vorsitzender, schließlich Ehrenvorsitzender. Gleiches gilt für die amerikanische Lehrergewerkschaft (American Federation of Teachers, AFT). Für die AFT war Dewey in unterschiedlicher Funktion tätig und engagierte sich für die Rechte und die Gewerkschaften nicht nur von Lehrern, sondern auch anderer Berufsgruppen. Er arbeitete auch einige Jahre an der Gründung einer Arbeiterpartei (Workers Party) mit. In der Ausbildung von Arbeitern zu Gewerkschaftern war Dewey praktisch und theoretisch engagiert und verknüpfte dies mit seiner Arbeit in der AFT. John Dewey gehörte auch zum Freundeskreis, zu einer Art wissenschaftlichen Beirat des Brookwood Labor College, das gerade im Osten der USA die einflussreichste gewerkschaftliche Bildungseinrichtung war und auch nach seinem Bestehen für Jahrzehnte als Vorbild ähnlicher Bildungseinrichtungen diente. Dewey war mit dem Mitbegründer und langjährigen Direktor des College, dem Sozialisten und Pazifisten Abraham J. Muste befreundet und arbeitete eng mit ihm zusammen. Brookwood bot ein zweijähriges Studienprogramm (ohne formalen Abschluss) zu dem auch Ungelernte aller Ethnien und beider Geschlechter zugelassen waren. Es gab keine Noten oder andere Formen der Bewertung der Leistungen durch die Dozenten. Vielmehr bewerteten die Studenten ihre Leistungen gegenseitig. Im Studienprogramm, das ausschließlich geistes- und sozialwissenschaftliche Themen behandelte, wurden praktische und theoretische Teile miteinander verbunden. Neben der Geschichte der Gewerkschaftsbewegung, Soziologie, Politik, Wirtschaftswissenschaften wurde auch die Geschichte der menschlichen Zivilisation, englische Literatur und Sprachen unterrichtet. Die Gewerkschaftshochschule entsprach in besonderem Maße dem praxis- und problemorientierten Bildungsansatz wie Dewey ihn bereits in der Chicagoer laboratory school entwickelt hatte. Als das College infolge eines politischen Richtungstreits geschlossen werden sollte, protestierte Dewey vehement und nachhaltig gegen diese Entscheidung und mit ihm viele Einzelgewerkschaften, Journalisten, Schriftsteller – darunter auch Sinclair Lewis. Dewey unterstützte Brookwood aktiv auch in den kommenden Jahren bis 1938, dem Jahr, in dem das College geschlossen wurde. Dewey tat dies in Reden und Artikeln und auch finanziell und durch öffentliche Spendenaufrufe, z. B. in der New York Times. Dewey zitierte dabei aus einer Broschüre für Brookwood, in der stand, dass die „Arbeiterbewegung letztendlich das gute Leben für alle Menschen in einer sozialen Ordnung frei von Ausbeutung zum Ziel hat“. Das College sei bestrebt, „die Studierenden darin zu unterrichten, wie sie denken und lernen können und ihnen aber nicht vorschreiben, was sie zu denken haben“. An diesem Punkt setzt Deweys Würdigung der Leistung von Brookwood an. Man erkenne am Prinzip der freien Diskussion und Entwicklung, dass Brookwood mehr als jede andere ihm bekannte Bildungseinrichtung den Sinn von Bildung erfülle, „weil sie Studierenden anleitet zu denken, was natürlich bedeutet, selbstbestimmt zu denken“.

## Diskussionen über Dewey in den USA
In den 1920er Jahren kam es zur Dewey-Lippmann-Debatte über die Stellung der öffentlichen Meinung in der Zeit der Massenmedien. Walter Lippmann bestritt in Public Opinion 1922, dass die Lebensform Demokratie unter den Voraussetzungen einer hochgradig vernetzten Konsumgesellschaft und von beherrschenden Massenmedien funktioniere. Die Vulgarität der Medien spreche den einfachen Herdeninstinkt an, den die Masse im Sinne Le Bons entwickele. Die Erziehung ist demgegenüber hilflos, der einzelne Bürger greife in seiner Meinungsbildung über schwierige Fragen einfach auf Stereotypen und Parteigefühle zurück. Dewey antwortete mit Rückgriff auf Nicholas Murray Butler 1927 in The Public and its Problems: Eine Erziehung zur citizenship müsse in der Vorbereitung auf die schwierigen, oft widersprüchlichen Geschäfte der Demokratie bestehen. „The difficulties of democracy are the opportunities of education.“ Unter der Voraussetzung einer freien und offenen Meinungsbildung sei eine „great society“ immer noch möglich. Entscheidend sei eben das Erziehungssystem.
Der Streit ging in eine zweite Runde, als Lippmann 1941 den Reformern eine „Education without Culture“ vorwarf, indem die Schüler nach Deweys Ideen ohne gemeinsamen Glauben, ohne gemeinsames Wissen, ohne Moral und Disziplin hervorgingen. An der Universität Chicago wurde die Progressive Education zurückgefahren, weil ihr Präsident Robert M. Hutchins seit den 1920er Jahren für eine Liberal Education katholischer Färbung eintrat, die der klassischen humanistischen Bildung nahekam. Dies tat er mit Rückgriff ausgerechnet auf den Utilitaristen John Stuart Mill, der „verbindliche Bücher“ eingefordert hatte. Bildung sei nicht zu instrumentalisieren für eine Gesellschaftsreform oder gar für eine Berufsbildung. Dewey antwortete 1937, der Wahrheitsbegriff von Hutchins sei mittelalterlich, es gebe keine Hierarchie wertvoller Wahrheiten mehr. Er ignoriere schlicht die Naturwissenschaften. Einen Beitrag zur Debatte mit deutscher Färbung steuerte Hannah Arendt 1958 bei: Die Progressive Education habe vor „etwa 25 Jahren gleichsam von einem Tag auf den andern alle Traditionen und alle bewährten Lehr- und Lernmethoden über den Haufen geworfen“: zu wenig Lehrerautorität, zu wenig verbindliche Inhalte bei zu viel Methoden, Ersatz von Lernen durch Tun, Spiel statt ernster Arbeit.

## Deweys Wirkung im deutschen Raum

### Ältere Rezeption
In der Zeitschrift Der Monat stellte Sidney Hook 1949 die Pädagogik Deweys erstmals deutschen Lesern vor, darunter den optimistischen Glauben an die Lösbarkeit pädagogischer Probleme und das Misstrauen gegen bloße Autorität im Erziehungswesen. Damit unterscheide er sich von Martin Heidegger und den damals viel gelesenen französischen Existenzialisten. Die Gegenposition für einen klassischen Humanismus vertrat der Thomist Jacques Maritain im 1951 übersetzten Werk Erziehung am Scheidewege. Auch in der DDR wurde der Pragmatismus als unmarxistische Philosophie und „Instrumentalismus“ verurteilt, zuerst von W. S. Schewkin 1955. Der junge Golo Mann stellte 1954 in Vom Geist Amerikas Dewey als den amerikanischen Philosophen schlechthin vor, um dann „Emile im Industriezeitalter“ zu verurteilen: „Autorität wird verdammt; auf Bildung, Gedächtnis-Übung, Anhäufung von Wissen wird geringer Wert gelegt.[…] Demokratie muss schon in der Schule herrschen, im Verhältnis zwischen Lehrer und Schüler, in den Clubs und Selbstverwaltungs-Instituten der Kinder.“ Eine positive Wertung der Partnerschaft (Deweys Begriff der cooperation) im Rahmen politischer Bildung nahm dagegen Theodor Wilhelm (pseudonym Friedrich Oettinger) vor.
Doch andere Politikdidaktiker wie Erich Weniger (1952) oder Franz Bahl (1958) erkannten hier keine Eignung für die deutschen Erfordernisse oder gleich einen „Verfall der Werte“. Trotz der nach 1945 verordneten Reeducation blieb die Dewey-Rezeption sehr gering. Einzig der Leiter der Frankfurter Hochschule für Internationale Pädagogische Forschung Erich Hylla war ein Unterstützer. In einer Bilanz der deutschen Erziehungswissenschaft stellte Wilhelm Flitner der deutschen hermeneutisch-pragmatischen Tradition (Geisteswissenschaftliche Pädagogik) die abzulehnende pragmatistische Progressive Education in den USA (Marietta Johnson) gegenüber, die auf Freud und Dewey beruhe. Nur dort habe sich die Reformpädagogik mit ihrer unangemessenen Freiheitsidee für die Jugendlichen durchgesetzt. Dagegen ständen deutsche Pädagogen wie Theodor Litt, Romano Guardini, Herman Nohl etc. für Bildung und die Notwendigkeit von Autorität ein. Eine Gegenbewegung setzte erst mit Hartmut von Hentig ab 1970 ein. Mit der breiten Aufnahme der Projektmethode in den 1980er Jahren und den politischen Programmen zur Demokratieförderung in den Schulen nach der deutschen Einheit 1990 änderte sich dies langsam. Für den philosophischen Pragmatismus in der Linie von Charles S. Peirce, William James, F. C. S. Schiller und Dewey gilt seit der Missbilligung auf dem III. Internationalen Kongress für Philosophie in Heidelberg 1908 Ähnliches, besonders in der Diskussion der Wahrheit als Begriff.
Es erscheint ebenso ironisch wie tragisch, dass Deweys Philosophie und Pädagogik in Deutschland oft als unkritisch bezeichnet wurde. Sie thematisiere weder soziale Ungleichheit, noch habe sie einen Begriff von Herrschafts- und Kapitalismuskritik. Eine Kritik, die – denkt man an Deweys politische Aktivitäten – einen Gewerkschaftsvorsitzenden trifft, der sich zudem als Pädagoge stark engagierte. Eine gründliche Lektüre von Deweys Schriften widerlegt derartige Einwände. Zum Beispiel schrieb er zur Berufsbildung 1916 in Democracy and Education:
„Jedes Konzept einer beruflichen Bildung, das von dem jetzigen industriellen Regime ausgeht und sich davon ableitet, wird wahrscheinlich seine Spaltungen und Unzulänglichkeiten annehmen und fortführen, und so ein Instrument zur Verwirklichung des feudalen Dogmas der sozialen Vorherbestimmung werden.“
In The Public and its Problems (Die Öffentlichkeit und ihre Probleme) schrieb er 1927:
„Die Ansicht, daß die Ökonomie die einzige Bedingung ist, die den ganzen Bereich der politischen Organisation beeinflußt, und daß die heutige Industrie zwingend nur einen, bestimmten Typ sozialer Organisation erfordert, war auf Grund des Einflusses der Schriften von Marx eine theoretische Frage. Aber, trotz der Revolution in Sovjetrußland, war es kaum eine unmittelbare praktische Frage der internationalen Politik. Nun wird sie endgültig zu einer solchen, und es gibt Anzeichen dafür, daß sie für die Bestimmung der Zukunft der internationalen politischen Beziehungen eine beherrschende Frage ist.“ (Dewey 1927/1996, S. 186)

### Aktuelle Anwendung und Rezeption in Deutschland
Im Rahmen der Hochschuldidaktik sowie in allgemeinbildenden Schulen wird vermehrt auf Bildungskonzepte zugegriffen, die Deweys Bildungsverständnis zugrunde legen, wie bspw. das „Service Learning“. Dabei wird Deweys interdisziplinärer wissenschaftlicher Ansatz wirksam, der es ermöglicht, bestimmte Erkenntnisse nach ihrer Bedeutung für soziale, ökonomische und politische Ziele und Probleme einzuordnen. Studierende sollen dadurch in die Lage gebracht werden, gesellschaftliche Prozesse kritisch zu reflektieren und mit Verantwortungsbewusstsein und in demokratischem Gemeinsinn maßgeblich mitzugestalten.
Auch in der schulischen und außerschulischen politischen Bildung wird Deweys Bildungstheorie angesichts aktueller Transformationsprozessen und krisenhafter gesellschaftlichen Entwicklungen neu aufgegriffen. In der gewerkschaftlichen Bildung werden Deweys theoretische Grundlagen dafür genutzt, intersubjektive Lernprozesse im Rahmen ökonomisch-politischer Konflikte bzw. Problemlösung zu begründen und didaktisch umzusetzen.

## Schriften (auf Deutsch)
- Demokratie und Erziehung. Eine Einleitung in die philosophische Pädagogik. Hirt, Breslau 1930; Beltz, Weinheim 2000, ISBN 3-407-22057-X.
- Die menschliche Natur. Ihr Wesen und ihr Verhalten. Deutsche Verlags-Anstalt, Stuttgart 1931; Pestalozzianum, Zürich 2004, ISBN 3-03755-018-X.
- Wie wir denken. Eine Untersuchung über die Beziehung des reflektiven Denkens zum Prozess der Erziehung. Morgarten, Zürich 1951; Pestalozzianum, Zürich 2002, ISBN 3-907526-98-8.
- Deutsche Philosophie und deutsche Politik. Westkulturverlag, Meisenheim 1954; Philo, Berlin 2000, ISBN 3-8257-0115-8.
- Mensch oder Masse. Universum, Wien 1956; neu als: Freiheit und Kultur. Pestalozzianum, Zürich 2003, ISBN 3-03755-006-6.
- Psychologische Grundfragen der Erziehung. Der Mensch und sein Verhalten, Erfahrung und Erziehung. Eingel. u. hrsg. von Werner Correll. Reinhardt (UTB 331), München 1974, ISBN 3-497-00722-6.
- Kunst als Erfahrung. Suhrkamp, Frankfurt am Main 1980; ebd. 1995, ISBN 3-518-28303-0.
- Erziehung durch und für Erfahrung. Eingeleitet, ausgewählt und kommentiert von Helmut Schreier. Klett-Cotta, Stuttgart 1986, ISBN 3-608-93346-8.
- Die Erneuerung der Philosophie. Junius, Hamburg 1989, ISBN 3-88506-409-X.
- Erfahrung und Natur. Suhrkamp, Frankfurt am Main 1995; ebd. 2007, ISBN 978-3-518-29465-9.
- Die Öffentlichkeit und ihre Probleme. Philo, Bodenheim 1996; ebd. 2001, ISBN 3-8257-0206-5 (Neuauflage, mit einem Nachwort von Martin Hartmann Suhrkamp Berlin 2024, ISBN 978-3-518-30016-9).
- Die Suche nach Gewißheit. Eine Untersuchung des Verhältnisses von Erkenntnis und Handeln. Suhrkamp, Frankfurt am Main 1998; ebd. 2001, ISBN 3-518-29127-0.
- Pädagogische Aufsätze und Abhandlungen (1900–1944). Pestalozzianum, Zürich 2002, ISBN 3-907526-96-1
- Logik. Die Theorie der Forschung. Suhrkamp, Frankfurt am Main 2002; ebd. 2008, ISBN 978-3-518-29502-1 (Rezension).
- Philosophie und Zivilisation. Suhrkamp, Frankfurt am Main 2003, ISBN 3-518-29274-9.
- Erfahrung, Erkenntnis und Wert. Suhrkamp, Frankfurt am Main 2004, ISBN 3-518-29247-1.
- Liberalismus und gesellschaftliches Handeln. Gesammelte Aufsätze 1888 bis 1937. Mohr, Tübingen 2010, ISBN 978-3-16-150529-4.
- Sozialphilosophie – Vorlesungen in China 1919/20. Mit einem Nachwort von Axel Honneth und Arvi Särkelä. Suhrkamp, Berlin 2019, ISBN 978-3-518-29832-9.